# Domenico Panighi

Locandina pubblicitaria realizzata da Domenico Panighi nei primi anni '30 per la Massalombarda S.p.A.

Domenico Panighi (Massa Lombarda, 1908 – Bologna, 1974) è stato un pittore italiano.

## Biografia
Domenico Panighi nacque, terzogenito di quattro fratelli, a Massa Lombarda, in provincia di Ravenna, nel 1908 da Antonio e Rita Facchini, in una famiglia di umili origini. Il padre, lattoniere, era stato sergente maggiore nella Grande Guerra, consigliere comunale per il P.S.I. e vicesindaco sotto l'amministrazione di Giovanni Manaresi (1907–1922).
Nel 1866, il nonno paterno e quello materno avevano combattuto nella Terza guerra d’indipendenza arruolati nell'8º Reggimento del Corpo Volontari Italiani, al seguito di Garibaldi in Trentino.
Domenico Panighi terminò gli studi a dieci anni con la licenza elementare; il suo incontro con l'arte avvenne poco dopo il Primo conflitto mondiale, quando iniziò a frequentare assiduamente un parroco massese che si dedicava al recupero ed al restauro di opere d'arte sacra, imparando i rudimenti del mestiere di pittore. 
A quindici anni divenne allievo di Luigi Varoli a Cotignola ed iniziò a trascorrere molto tempo nel suo studio, diventando una sorta di apprendista. Quella con Varoli fu una grande amicizia destinata a protrarsi fino al 1954, anno della scomparsa del maestro. Come il fratello Paolo due anni prima, per interessamento della contessa Paolina Biancoli di Lugo, nel 1928 Panighi prestò servizio di leva a Roma all'Ufficio di Stato Maggiore della Regia Aeronautica (Reparto Operazioni). Qui ebbe modo di stringere amicizia col principe Alighiero Giovanelli, che lo iniziò alla passione per il pianoforte, dopo che per anni si era dedicato allo studio del clarinetto sotto la guida del maestro Antonio Ricci, suo concittadino. In seguito Panighi si dedicò alla professione di pittore e parallelamente a quella di pianista, suonando nell'orchestra di Secondo Casadei. 
Nel 1933 partecipò, col dipinto dal titolo Donna in bianco, all'esposizione del IV Centenario Ariostesco a Ferrara, dipinto che fu poi acquistato dal comune di Massa Lombarda. Nel 1935 Panighi realizzò locandine pubblicitarie per la Massalombarda S.P.A.

Richiamato alle armi allo scoppio del secondo conflitto mondiale, partecipò all'occupazione italiana della Francia meridionale. Alcuni suoi bozzetti del 1942 riproducono scorci di Nizza. Nell'aprile del 1945, lo sfondamento del fronte sul fiume Senio da parte delle forze alleate fu anticipato da pesanti bombardamenti sulla città di Massa Lombarda. In uno di questi, l'11 aprile, Domenico Panighi perse sia il padre che il fratello maggiore Paolo, sepolti tra le macerie del teatro Eden.
Dal 1945 al 1961 fu grafico presso la Tipografia Foschini di Massa Lombarda, realizzando diverse campagne pubblicitarie per importanti aziende. Sempre nell'immediato dopoguerra fondò, con alcuni amici massesi, un laboratorio di ceramica, dedicandosi con passione all'arte fittile fino al 1948. Nel 1962 si trasferì a Bologna ed aprì una zincografia con un amico. Due anni dopo un grave incidente lo costrinse ad iniziare un'attività di consulenza autonoma, sempre nel settore della grafica pubblicitaria. Parallelamente si dedicò con sempre maggiore assiduità alla pittura. Nel biennio 1970-’71 frequentò la Scuola di Nudo dell'Accademia di Belle Arti di Bologna, sotto la guida di Ilario Rossi, del quale fu, oltre che allievo, amico.
Morì a Bologna nel 1974.
L'arte di Domenico Panighi è stata oggetto di due retrospettive, allestite entrambe a Massa Lombarda: la prima nel 1978 e la seconda nel 2005.

## Opere e riconoscimenti
A testimonianza della sua lunga esperienza di pittore restano importanti nuclei di numerose collezioni private in Emilia-Romagna.

A Massa Lombarda si sono tenute tre mostre dedicate a Panighi, una presso la Galleria d'Arte, un'altra nel 1978 insieme alle opere del compaesano Oreste Marozzi e l'ultima nel 2005 presso la Chiesa del Carmine, organizzate dall'Assessorato alla Cultura del Comune, nell'ambito dell'indagine che il Comune conduceva sui protagonisti della pittura del ‘900 nel territorio.
 Secondo Raffaele De Grada la qualità dell'emozione pittorica di Panighi tende a sfrondare dall'inutile, tende ad uno stile che non è mai "teatrino di natura".  
Sabina Ghinassi definisce Panighi come un artista appartato e rigoroso, cultore di una pittura sapiente e, ad un tempo, cartellonista e grafico. Una duplice veste per un artista che, silenziosamente e senza contraddizioni, ha attraversato cinque decenni, producendo un corpus pittorico di grande qualità essenzialmente per sé stesso, rimanendo consapevolmente ai margini, lontano dalle discussioni e dai dibattiti contemporanei. 
Guardando il suo percorso dagli anni trenta all'inizio degli anni settanta, si riconosce una riflessione che racconta una storia particolare che lo rende sì isolato, ma tutt'altro che chiuso, al corrente di sapori, atmosfere coeve, a partire da Morandi per arrivare all'Ultimo Naturalismo.